# The Chamber (canción de Lenny Kravitz)
«The Chamber» (en español: «La recámara») es un sencillo del cantante estadounidense Lenny Kravitz. Fue lanzado el 24 de junio de 2014 como corte de difusión de su décimo álbum de estudio Strut, por medio de descarga digital.
El video musical fue filmado en París, Francia y dirigido por Anthony Mandler. Fue publicado a principios de septiembre de 2014, y cuenta con la modelo holandesa Rianne ten Haken.

## Listas musicales de canciones
| Lista (2014)                     | Mejor posición |
| -------------------------------- | -------------- |
| Austria (Ö3 Austria Top 40)      | 33             |
| Bélgica (Flandes) (Ultratop 50)  | 19             |
| Bélgica (Valonia) (Ultratop 50)  | 24             |
| Francia (SNEP)                   | 11             |
| Alemania (Media Control AG)      | 17             |
| Hungría (Rádiós Top 40)          | 1              |
| Hungría (Single Top 40)          | 2              |
| Italia (FIMI)                    | 6              |
| Mexico Airplay (Billboard)       | 15             |
| Polonia (Polish Airplay Top 100) | 6              |
| Suiza (Schweizer Hitparade)      | 9              |

| Predecesor: "Prayer in C" de Lilly Wood and the Prick con Robin Schulz | Rádiós Top 40 - Sencillo Nº 1 15 de septiembre de 2014 - 22 de septiembre de 2014 (1 semana) | Sucesor: "Prayer in C" de Lilly Wood and the Prick con Robin Schulz |

## Certificaciones
| País   | Organismo certificador | Certificación | Simbolización | Ref.   |
| ------ | ---------------------- | ------------- | ------------- | ------ |
| Italia | FIMI                   | Platino       | ▲             | [ 12 ] |